# Gas (musiker)
Gas är ett projekt av den Köln-baserade elektroniska musikern Wolfgang Voigt. 
Gas är det mest abstrakta av Voigts många projekt, där alla album innehåller flera långa låtar av trögt, hypnotiskt och atmosfäriskt ljud. Vanligtvis är det en återkommande trumpuls under de mångfaldiga lagren musik, men ibland driver sångerna på sin egen atmosfär. Voigt har sagt att han bygger låtarna med hjälp av samplingar, som manipuleras tills de är oigenkännbara för att skapa något som bättre kan förklaras som en strukturell miljö än sånger. 
År 2008 släppte Voigts eget skivbolag, Kompakt, Gas fyra album igen, dock med hårfina ändringar på låtarna, i en fyra-cd-box kallad Nah und Fern. 

## Diskografi

### Studioalbum
- Gas (1996) - Mille Plateaux
- Zauberberg (1997) - Mille Plateaux
- Königsforst (1999) - Mille Plateaux
- Pop (2000) - Mille Plateaux
- Narkopop (2017) – Kompakt
- Rausch (2018) – Kompakt
- Der Lange Marsch (2021) – Kompakt

### EP
- Modern (1995) - Profan
- Oktember (1999) - Mille Plateaux

### Återutgivningar
- Nah und Fern (2008) - Kompakt